# Lista över fornlämningar i Kumla kommun
Lista över fornlämningar i Kumla kommun är en förteckning av ett urval av de fornlämningar som finns i Kumla kommun.

## Ekeby
| Namn                      | Lämningstyp         | Tillkomsttid | Historisk indelning | Plats | Läge                 | ID-nr          | Bild                                      |
| ------------------------- | ------------------- | ------------ | ------------------- | ----- | -------------------- | -------------- | ----------------------------------------- |
| Ekeby 1:1                 | Gravfält            |              | Ekeby, Närke        |       | 59.173272, 15.300276 | 10222000010001 | Ladda upp en bild av detta fornminne      |
| Ekeby 3:1                 | Gravfält            |              | Ekeby, Närke        |       | 59.167655, 15.290984 | 10222000030001 | Ladda upp en bild av detta fornminne      |
| Odenslund (Ekeby 4:1)     | Gravfält            |              | Ekeby, Närke        |       | 59.168285, 15.270307 | 10222000040001 | Ladda upp en bild av detta fornminne      |
| Tolebacke (Ekeby 5:1)     | Stensättning        |              | Ekeby, Närke        |       | 59.169436, 15.269056 | 10222000050001 | Ladda upp en till bild av detta fornminne |
| Ekeby 6:1                 | Gravfält            |              | Ekeby, Närke        |       | 59.099104, 15.257547 | 10222000060001 | Ladda upp en bild av detta fornminne      |
| Ekeby 8:1                 | Gravfält            |              | Ekeby, Närke        |       | 59.118589, 15.255794 | 10222000080001 | Ladda upp en bild av detta fornminne      |
| Ekeby 8:2                 | Hög                 |              | Ekeby, Närke        |       | 59.119089, 15.256513 | 10222000080002 | Ladda upp en bild av detta fornminne      |
| Ekeby 8:3                 | Hög                 |              | Ekeby, Närke        |       | 59.118152, 15.255187 | 10222000080003 | Ladda upp en bild av detta fornminne      |
| Ekeby 9:1                 | Röse                |              | Ekeby, Närke        |       | 59.150634, 15.261271 | 10222000090001 | Ladda upp en bild av detta fornminne      |
| Ekeby 10:1                | Stensättning        |              | Ekeby, Närke        |       | 59.152559, 15.263602 | 10222000100001 | Ladda upp en bild av detta fornminne      |
| Ekeby 10:2                | Stensättning        |              | Ekeby, Närke        |       | 59.152614, 15.263948 | 10222000100002 | Ladda upp en bild av detta fornminne      |
| Ekeby 10:3                | Stensättning        |              | Ekeby, Närke        |       | 59.152823, 15.263267 | 10222000100003 | Ladda upp en bild av detta fornminne      |
| Ekeby 10:6                | Stensättning        |              | Ekeby, Närke        |       | 59.152588, 15.263805 | 10222000100006 | Ladda upp en bild av detta fornminne      |
| Ekeby 11:1                | Gravfält            |              | Ekeby, Närke        |       | 59.157221, 15.284193 | 10222000110001 | Ladda upp en bild av detta fornminne      |
| Ekeby 13:1                | Stensättning        |              | Ekeby, Närke        |       | 59.142860, 15.269366 | 10222000130001 | Ladda upp en bild av detta fornminne      |
| Ekeby 13:2                | Stensättning        |              | Ekeby, Närke        |       | 59.142909, 15.269132 | 10222000130002 | Ladda upp en bild av detta fornminne      |
| Ekeby 14:1                | Gravfält            |              | Ekeby, Närke        |       | 59.156816, 15.246086 | 10222000140001 | Ladda upp en bild av detta fornminne      |
| Ekeby 15:1                | Stensättning        |              | Ekeby, Närke        |       | 59.158664, 15.245945 | 10222000150001 | Ladda upp en bild av detta fornminne      |
| Ekeby 15:2                | Stensättning        |              | Ekeby, Närke        |       | 59.158776, 15.246558 | 10222000150002 | Ladda upp en bild av detta fornminne      |
| Frejas backe (Ekeby 18:1) | Gravfält            |              | Ekeby, Närke        |       | 59.171150, 15.266779 | 10222000180001 | Ladda upp en bild av detta fornminne      |
| Ekeby 20:1                | Stensättning        |              | Ekeby, Närke        |       | 59.144839, 15.310627 | 10222000200001 | Ladda upp en bild av detta fornminne      |
| Ekeby 20:2                | Stensättning        |              | Ekeby, Närke        |       | 59.144724, 15.310858 | 10222000200002 | Ladda upp en bild av detta fornminne      |
| Ekeby 20:3                | Stensättning        |              | Ekeby, Närke        |       | 59.144405, 15.311422 | 10222000200003 | Ladda upp en bild av detta fornminne      |
| Ekeby 21:1                | Hög                 |              | Ekeby, Närke        |       | 59.148459, 15.309804 | 10222000210001 | Ladda upp en bild av detta fornminne      |
| Ekeby 22:1                | Stensättning        |              | Ekeby, Närke        |       | 59.144489, 15.294821 | 10222000220001 | Ladda upp en bild av detta fornminne      |
| Ekeby 22:2                | Stensättning        |              | Ekeby, Närke        |       | 59.144596, 15.295128 | 10222000220002 | Ladda upp en bild av detta fornminne      |
| Ekeby 22:3                | Stensättning        |              | Ekeby, Närke        |       | 59.144700, 15.295083 | 10222000220003 | Ladda upp en bild av detta fornminne      |
| Ekeby 22:4                | Stensättning        |              | Ekeby, Närke        |       | 59.144681, 15.295262 | 10222000220004 | Ladda upp en bild av detta fornminne      |
| Ekeby 25:1                | Stensättning        |              | Ekeby, Närke        |       | 59.142455, 15.283959 | 10222000250001 | Ladda upp en bild av detta fornminne      |
| Ekeby 35:1                | Hög                 |              | Ekeby, Närke        |       | 59.171741, 15.268762 | 10222000350001 | Ladda upp en bild av detta fornminne      |
| Hultet (Ekeby 44:1)       | Lägenhetsbebyggelse |              | Ekeby, Närke        |       | 59.144275, 15.247706 | 10222000440001 | Ladda upp en bild av detta fornminne      |
| Ekeby 92                  | Stensättning        |              | Ekeby, Närke        |       | 59.084569, 15.272629 | 12000000096701 | Ladda upp en bild av detta fornminne      |
| Kumla 68:1                | Stensättning        |              | Ekeby, Närke        |       | 59.119323, 15.232450 | 10224400680001 | Ladda upp en bild av detta fornminne      |
| Kumla 68:2                | Stensättning        |              | Ekeby, Närke        |       | 59.119095, 15.232258 | 10224400680002 | Ladda upp en bild av detta fornminne      |

## Hardemo
| Namn                           | Lämningstyp         | Tillkomsttid | Historisk indelning | Plats | Läge                 | ID-nr          | Bild                                 |
| ------------------------------ | ------------------- | ------------ | ------------------- | ----- | -------------------- | -------------- | ------------------------------------ |
| Hardemo 13:1                   | Gravfält            |              | Hardemo, Närke      |       | 59.078572, 15.058902 | 10223300130001 | Ladda upp en bild av detta fornminne |
| Hardemo 25:1                   | Gravfält            |              | Hardemo, Närke      |       | 59.098280, 15.031298 | 10223300250001 | Ladda upp en bild av detta fornminne |
| Tillrebacken (Hardemo 26:1)    | Gravfält            |              | Hardemo, Närke      |       | 59.096281, 15.020118 | 10223300260001 | Ladda upp en bild av detta fornminne |
| Hardemo 38:1                   | Stenkrets           |              | Hardemo, Närke      |       | 59.069244, 15.004196 | 10223300380001 | Ladda upp en bild av detta fornminne |
| Hankrikebacken (Hardemo 39:1)  | Stensättning        |              | Hardemo, Närke      |       | 59.072121, 15.009713 | 10223300390001 | Ladda upp en bild av detta fornminne |
| Hardemo 40:1                   | Röse                |              | Hardemo, Närke      |       | 59.075498, 15.012163 | 10223300400001 | Ladda upp en bild av detta fornminne |
| Hulne kulle (Hardemo 46:1)     | Hög                 |              | Hardemo, Närke      |       | 59.077180, 14.934838 | 10223300460001 | Ladda upp en bild av detta fornminne |
| Hulne kulle (Hardemo 46:2)     | Stensättning        |              | Hardemo, Närke      |       | 59.076919, 14.934755 | 10223300460002 | Ladda upp en bild av detta fornminne |
| Hardemo 63:2                   | Stensättning        |              | Hardemo, Närke      |       | 59.086461, 14.988976 | 10223300630002 | Ladda upp en bild av detta fornminne |
| Hardemo 66:1                   | Gravfält            |              | Hardemo, Närke      |       | 59.099300, 14.993954 | 10223300660001 | Ladda upp en bild av detta fornminne |
| Asphagen (Hardemo 67:1)        | Gravfält            |              | Hardemo, Närke      |       | 59.095719, 15.007221 | 10223300670001 | Ladda upp en bild av detta fornminne |
| Skiftasberget (Hardemo 71:1)   | Gravfält            |              | Hardemo, Närke      |       | 59.110416, 15.005184 | 10223300710001 | Ladda upp en bild av detta fornminne |
| Hässlekullen (Hardemo 72:1)    | Hög                 |              | Hardemo, Närke      |       | 59.111123, 15.007804 | 10223300720001 | Ladda upp en bild av detta fornminne |
| Hässlekullen (Hardemo 72:2)    | Stensättning        |              | Hardemo, Närke      |       | 59.111185, 15.007966 | 10223300720002 | Ladda upp en bild av detta fornminne |
| Torshögen (Hardemo 74:1)       | Hög                 |              | Hardemo, Närke      |       | 59.112454, 15.011614 | 10223300740001 | Ladda upp en bild av detta fornminne |
| Torshögen (Hardemo 74:2)       | Hög                 |              | Hardemo, Närke      |       | 59.112553, 15.011351 | 10223300740002 | Ladda upp en bild av detta fornminne |
| Hardemo 75:1                   | Hög                 |              | Hardemo, Närke      |       | 59.098202, 15.019133 | 10223300750001 | Ladda upp en bild av detta fornminne |
| Hardemo 75:2                   | Stensättning        |              | Hardemo, Närke      |       | 59.098325, 15.019001 | 10223300750002 | Ladda upp en bild av detta fornminne |
| Hardemo 76:1                   | Stensättning        |              | Hardemo, Närke      |       | 59.105076, 15.018734 | 10223300760001 | Ladda upp en bild av detta fornminne |
| Hardemo 96:1                   | Gravfält            |              | Hardemo, Närke      |       | 59.087612, 14.988703 | 10223300960001 | Ladda upp en bild av detta fornminne |
| Hardemo 99:1                   | Stensättning        |              | Hardemo, Närke      |       | 59.072420, 15.037663 | 10223300990001 | Ladda upp en bild av detta fornminne |
| Hardemo 101:1                  | Stensättning        |              | Hardemo, Närke      |       | 59.125259, 14.985840 | 10223301010001 | Ladda upp en bild av detta fornminne |
| Hardemo 101:2                  | Stensättning        |              | Hardemo, Närke      |       | 59.125081, 14.985658 | 10223301010002 | Ladda upp en bild av detta fornminne |
| Hardemo 101:3                  | Stensättning        |              | Hardemo, Närke      |       | 59.124844, 14.985914 | 10223301010003 | Ladda upp en bild av detta fornminne |
| Hardemo 106:1                  | Stensättning        |              | Hardemo, Närke      |       | 59.123211, 15.016415 | 10223301060001 | Ladda upp en bild av detta fornminne |
| Sköldmöskullen (Hardemo 108:1) | Stensättning        |              | Hardemo, Närke      |       | 59.116064, 15.009706 | 10223301080001 | Ladda upp en bild av detta fornminne |
| Hardemo 125:1                  | Stensättning        |              | Hardemo, Närke      |       | 59.102622, 15.032916 | 10223301250001 | Ladda upp en bild av detta fornminne |
| Hardemo 126:1                  | Stensättning        |              | Hardemo, Närke      |       | 59.100728, 15.033341 | 10223301260001 | Ladda upp en bild av detta fornminne |
| Hardemo 126:2                  | Stensättning        |              | Hardemo, Närke      |       | 59.100618, 15.033373 | 10223301260002 | Ladda upp en bild av detta fornminne |
| Hardemo 126:4                  | Stensättning        |              | Hardemo, Närke      |       | 59.100585, 15.032871 | 10223301260004 | Ladda upp en bild av detta fornminne |
| Hardemo 160                    | Lägenhetsbebyggelse |              | Hardemo, Närke      |       | 59.097127, 15.030703 | 12000000097650 | Ladda upp en bild av detta fornminne |

## Kumla
| Namn                               | Lämningstyp                 | Tillkomsttid | Historisk indelning | Plats        | Läge                 | ID-nr          | Bild                                      |
| ---------------------------------- | --------------------------- | ------------ | ------------------- | ------------ | -------------------- | -------------- | ----------------------------------------- |
| Kumla 1:1                          | Stensättning                |              | Kumla, Närke        |              | 59.122363, 15.179552 | 10224400010001 | Ladda upp en bild av detta fornminne      |
| Kullarna (Kumla 3:1)               | Gravfält                    |              | Kumla, Närke        |              | 59.115810, 15.175015 | 10224400030001 | Ladda upp en bild av detta fornminne      |
| Kumla 4:1                          | Gravfält                    |              | Kumla, Närke        |              | 59.123851, 15.187017 | 10224400040001 | Ladda upp en bild av detta fornminne      |
| Kumla 6:1                          | Stensättning                |              | Kumla, Närke        |              | 59.124828, 15.187474 | 10224400060001 | Ladda upp en bild av detta fornminne      |
| Kumla 10:1                         | Gravfält                    |              | Kumla, Närke        |              | 59.149254, 15.177289 | 10224400100001 | Ladda upp en bild av detta fornminne      |
| Kumla 11:1                         | Röse                        |              | Kumla, Närke        |              | 59.152790, 15.178264 | 10224400110001 | Ladda upp en bild av detta fornminne      |
| Kumla 11:2                         | Röse                        |              | Kumla, Närke        |              | 59.153117, 15.178192 | 10224400110002 | Ladda upp en bild av detta fornminne      |
| Kumla 11:3                         | Grav markerad av sten/block |              | Kumla, Närke        |              | 59.152992, 15.178313 | 10224400110003 | Ladda upp en bild av detta fornminne      |
| Björnrösena (Kumla 18:1)           | Röse                        |              | Kumla, Närke        |              | 59.126520, 15.219533 | 10224400180001 | Ladda upp en bild av detta fornminne      |
| Björnrösena (Kumla 18:2)           | Stensättning                |              | Kumla, Närke        |              | 59.126513, 15.219781 | 10224400180002 | Ladda upp en bild av detta fornminne      |
| Björnrösena (Kumla 18:3)           | Stensättning                |              | Kumla, Närke        |              | 59.126501, 15.219973 | 10224400180003 | Ladda upp en bild av detta fornminne      |
| Vägmärke Hällabrottet (Kumla 20:1) | Vägmärke                    | 1781         | Kumla, Närke        | Hällabrottet | koordinater saknas   |                | Ladda upp en till bild av detta fornminne |
| Kumla 21:5                         | Stensättning                |              | Kumla, Närke        |              | 59.118554, 15.203645 | 10224400210005 | Ladda upp en bild av detta fornminne      |
| Kumla 22:1                         | Gravfält                    |              | Kumla, Närke        |              | 59.112447, 15.232724 | 10224400220001 | Ladda upp en bild av detta fornminne      |
| Kumla 24:1                         | Stenkammargrav              |              | Kumla, Närke        |              | 59.110089, 15.226237 | 10224400240001 | Ladda upp en bild av detta fornminne      |
| Kumla 25:1                         | Stenkammargrav              |              | Kumla, Närke        |              | 59.108275, 15.227001 | 10224400250001 | Ladda upp en till bild av detta fornminne |
| Kumla 33:1                         | Runristning                 |              | Kumla, Närke        |              | 59.099919, 15.208743 | 10224400330001 | Ladda upp en bild av detta fornminne      |
| Lekebacken (Kumla 35:1)            | Grav- och boplatsområde     |              | Kumla, Närke        |              | 59.106999, 15.182878 | 10224400350001 | Ladda upp en till bild av detta fornminne |
| Kumla 36:1                         | Stensättning                |              | Kumla, Närke        |              | 59.093430, 15.189602 | 10224400360001 | Ladda upp en bild av detta fornminne      |
| Kumla 40:1                         | Gravfält                    |              | Kumla, Närke        |              | 59.096841, 15.122578 | 10224400400001 | Ladda upp en bild av detta fornminne      |
| Kumla 42:1                         | Stensättning                |              | Kumla, Närke        |              | 59.103770, 15.190536 | 10224400420001 | Ladda upp en bild av detta fornminne      |
| Kumla 42:2                         | Stensättning                |              | Kumla, Närke        |              | 59.103823, 15.190322 | 10224400420002 | Ladda upp en bild av detta fornminne      |
| Kumla 42:3                         | Stensättning                |              | Kumla, Närke        |              | 59.103874, 15.190482 | 10224400420003 | Ladda upp en bild av detta fornminne      |
| Kumla 48:1                         | Gravfält                    |              | Kumla, Närke        |              | 59.111441, 15.233263 | 10224400480001 | Ladda upp en bild av detta fornminne      |
| Kumla 51:1                         | Röse                        |              | Kumla, Närke        |              | 59.102657, 15.240566 | 10224400510001 | Ladda upp en bild av detta fornminne      |
| Kumla 52:1                         | Röse                        |              | Kumla, Närke        |              | 59.101048, 15.241095 | 10224400520001 | Ladda upp en bild av detta fornminne      |
| Kumla 53:1                         | Röse                        |              | Kumla, Närke        |              | 59.100395, 15.242013 | 10224400530001 | Ladda upp en bild av detta fornminne      |
| Kumla 55:1                         | Stensättning                |              | Kumla, Närke        |              | 59.160318, 15.196587 | 10224400550001 | Ladda upp en bild av detta fornminne      |
| Arnsudden (Kumla 56:1)             | Röse                        |              | Kumla, Närke        |              | 59.166703, 15.187139 | 10224400560001 | Ladda upp en bild av detta fornminne      |
| Kumla 57:1                         | Grav markerad av sten/block |              | Kumla, Närke        |              | 59.154783, 15.144639 | 10224400570001 | Ladda upp en bild av detta fornminne      |
| Kumla 58:1                         | Gravfält                    |              | Kumla, Närke        |              | 59.151697, 15.145250 | 10224400580001 | Ladda upp en bild av detta fornminne      |
| Hörsta kapell (Kumla 59:1)         | Kyrka/kapell                |              | Kumla, Närke        |              | 59.152761, 15.106346 | 10224400590001 | Ladda upp en bild av detta fornminne      |
| Kumla 83:1                         | Gravfält                    |              | Kumla, Närke        |              | 59.127585, 15.053925 | 10224400830001 | Ladda upp en bild av detta fornminne      |
| Kumla 94:1                         | Hög                         |              | Kumla, Närke        |              | 59.099481, 15.109466 | 10224400940001 | Ladda upp en bild av detta fornminne      |
| Kumla 94:2                         | Stensättning                |              | Kumla, Närke        |              | 59.099356, 15.109541 | 10224400940002 | Ladda upp en bild av detta fornminne      |
| Kumla 94:3                         | Stensättning                |              | Kumla, Närke        |              | 59.099362, 15.109335 | 10224400940003 | Ladda upp en bild av detta fornminne      |
| Kumla 106:1                        | Stensättning                |              | Kumla, Närke        |              | 59.160772, 15.128679 | 10224401060001 | Ladda upp en bild av detta fornminne      |
| Kumla 106:2                        | Stensättning                |              | Kumla, Närke        |              | 59.160701, 15.129311 | 10224401060002 | Ladda upp en bild av detta fornminne      |
| Björnrösena (Kumla 126:1)          | Röse                        |              | Kumla, Närke        |              | 59.126483, 15.217941 | 10224401260001 | Ladda upp en bild av detta fornminne      |
| Kumla 146:1                        | Stensättning                |              | Kumla, Närke        |              | 59.164298, 15.188513 | 10224401460001 | Ladda upp en bild av detta fornminne      |
| Kumla 146:2                        | Stensättning                |              | Kumla, Närke        |              | 59.164183, 15.188524 | 10224401460002 | Ladda upp en bild av detta fornminne      |